# Melitaea hertha
Melitaea hertha är en fjärilsart som beskrevs av Quensal 1791. Melitaea hertha ingår i släktet Melitaea och familjen praktfjärilar. Inga underarter finns listade i Catalogue of Life.